# Landessprecher
Landessprecher war der Titel der designierten kommissarischen Regierungschefs der neuen Bundesländer kurz nach der deutschen Wiedervereinigung.
Im Zuge der deutschen Wiedervereinigung trat die Deutsche Demokratische Republik am 3. Oktober 1990 als fünf neue Bundesländer der Bundesrepublik Deutschland bei. Die Landtagswahlen dieser neuen Bundesländer fanden jedoch erst am 14. Oktober statt und die Wahl der Ministerpräsidenten durch die neu gewählten Landtage geschah von Ende Oktober bis Anfang November. Bis dahin fungierten Landessprecher als die kommissarischen Regierungschefs der jeweiligen Länder. Sie wurden am 3. August von dem Ministerpräsidenten der DDR Lothar de Maizière ernannt, teils mit politischer Kontroverse unter den Bezirken.
Die Landessprecher, in dieser Funktion ab 3. Oktober Landesbevollmächtigte genannt, übernahmen wie im Einigungsvertrag vorgeschrieben die Funktion der Regierungschefs. Zudem bestand die Aufgabe der Landessprecher in dem Aufbau der Verwaltung, insbesondere der Zusammenführung der Verwaltung der ehemaligen Bezirke. Landessprecher vertraten ihre jeweiligen Bundesländer im Bundesrat, hatten aber nur eine beratende Stimme. Der thüringische Landesprecher Josef Duchač war der einzige der Landessprecher, welcher anschließend zum Ministerpräsidenten gewählt wurde. 
| Landessprecher         | Bundesland             | Partei | Amtszeit                           |
| ---------------------- | ---------------------- | ------ | ---------------------------------- |
| Jochen Wolf            | Brandenburg            | SPD    | 3. Oktober 1990 – 1. November 1990 |
| Martin Brick           | Mecklenburg-Vorpommern | CDU    | 3. Oktober 1990 – 27. Oktober 1990 |
| Rudolf Krause          | Sachsen                | CDU    | 3. Oktober 1990 – 27. Oktober 1990 |
| Karl-Hermann Steinberg | Sachsen-Anhalt         | CDU    | 3. Oktober 1990 – 28. Oktober 1990 |
| Josef Duchač           | Thüringen              | CDU    | 3. Oktober 1990 – 8. November 1990 |